# Международные документы по правам человека
Международные документы (инструменты) по правам человека — это договоры и другие международные документы, которые служат правовыми источниками для международного права прав человека и защиты прав человека в целом. Существует много различных видов, но большинство из них можно разделить на две широкие категории: декларации, принимаемые такими органами, как Генеральная Ассамблея Организации Объединённых Наций, которые по своей природе являются декларативными, поэтому не имеют обязательной юридической силы, хотя могут быть политически авторитетными (так называемое «мягкое право») и часто выражает руководящие принципы; и Конвенции, которые представляют собой многосторонние договоры, которые призваны стать юридически обязательными, обычно включают предписывающие и очень конкретные формулировки и обычно заключаются в результате длительной процедуры, которая часто требует ратификации законодательным органом каждого государства. Менее известны некоторые «рекомендации», которые аналогичны Конвенциям в том, что они согласованы на многосторонней основе, но не могут быть ратифицированы и служат для установления общих стандартов. Также могут быть административные инструкции, согласованные государствами на многосторонней основе, а также уставы трибуналов или других институтов. Конкретное предписание или принцип из любого из этих различных международных инструментов может со временем достичь статуса обычного международного права, независимо от того, принимается ли оно конкретно государством или нет, просто потому, что оно широко признано и соблюдается в течение достаточно длительного времени.
Международные документы по правам человека можно разделить на универсальные, участником которых может быть любое государство в мире, и региональные, действие которых ограничено государствами в определённом регионе мира.
Большинство Конвенций и рекомендаций (но малая часть деклараций) устанавливают механизмы для мониторинга и создают органы для наблюдения за их выполнением. В некоторых случаях эти органы могут иметь относительно небольшой политический авторитет и могут игнорироваться государствами-членами; в других случаях за соблюдением этих механизмов наблюдают органы с большим политическим авторитетом, и их решения почти всегда выполняются. Хорошим примером последнего является Европейский суд по правам человека.
Механизмы мониторинга также варьируются в зависимости от степени индивидуального доступа за средствами правовой защиты для выявления случаев злоупотреблений и нарушений. В соответствии с некоторыми Конвенциями или рекомендациями — например, Европейской конвенцией о правах человека — отдельным лицам или государствам разрешается, при определённых условиях, передавать отдельные дела в полномасштабный суд на международном уровне. Иногда это может быть сделано в национальных судах универсальной юрисдикции.
Всеобщую декларацию прав человека, Международный пакт о гражданских и политических правах и Международный пакт об экономических, социальных и культурных правах вместе с другими международными документами по правам человека иногда называют международным биллем о правах . Международные договоры по правам человека определены Управлением Верховного комиссара ООН по правам человека.

## Декларации

### Универсальные
- Декларация прав ребёнка (1924 г.)
- Всеобщая декларация прав человека (ООН, 1948 г.)
- Декларация прав ребёнка (1959 г.)
- Декларация о правах инвалидов (ООН, 1975 г.)
- Декларация о праве на развитие (ООН, 1986) (ООН, 1979)
- Венская декларация и Программа действий (Всемирная конференция по правам человека, 1993 г.)
- Пекинская декларация и Платформа действий (Четвёртая Всемирная конференция по положению женщин, 1995 г.)
- Декларация человеческих обязанностей и ответственности (ЮНЕСКО, 1998 г.)
- Всеобщая декларация о культурном разнообразии (ЮНЕСКО, 2001 г.)
- Декларация о правах коренных народов (ООН, 2007 г.)
- Декларация ООН о сексуальной ориентации и гендерной идентичности (ООН, 2008 г.)

### Регион: Америка
- Американская декларация прав и обязанностей человека (ОАГ, 1948 г.)
- Американская декларация прав коренных народов (ОАГ, 2016 г.)

### Регион: Азия
- Декларация основных обязанностей народов и правительств АСЕАН (Региональный совет по правам человека в Азии, 1983 г.)
- Декларация прав человека АСЕАН (АСЕАН, 2009 г.)

### Регион: Ближний Восток
- Каирская декларация прав человека в исламе (ОИК, 1990 г.)

## Конвенции

### Универсальные
По данным Управления Верховного комиссара ООН по правам человека, существует 9 или более основных международных договоров по правам человека и несколько дополнительных протоколов. Среди широко известных инструментов:
- Конвенция о ликвидации всех форм расовой дискриминации (МКЛРД, 21 декабря 1965 г.)
- Международный пакт о гражданских и политических правах (МПГПП, 16 декабря 1966 г.)
- Международный пакт об экономических, социальных и культурных правах (МПЭСКП, 16 декабря 1966 г.)
- Конвенция о ликвидации всех форм дискриминации в отношении женщин (CEDAW, 18 декабря 1979 г.)
- Первое собрание HURIDOCS (HURIDOCS, 24 июля 1982 г.)
- Конвенция SOS против пыток (SOS-Torture Convention, 14 апреля 1983 г.)
- Конвенция против пыток и других жестоких, бесчеловечных или унижающих достоинство видов обращения и наказания (КПП, 10 декабря 1984 г.)
- Конвенция о правах ребёнка (КПР, 20 ноября 1989 г.)
- Международная конвенция о защите прав всех трудящихся-мигрантов и членов их семей (ICMW, 18 декабря 1990 г.)
- Международная конвенция для защиты всех лиц от насильственных исчезновений (CPED, 20 декабря 2006 г.)
- Конвенция о правах лиц с инвалидностью (КПИ, 13 декабря 2006 г.)

Существует ещё несколько инструментов по правам человека. Несколько примеров:
- Международная конвенция о пресечении преступления апартеида и наказании за него (ICSPCA)
- Международная конвенция о защите прав всех трудящихся-мигрантов и членов их семей
- Конвенция о статусе беженцев и Протокол о статусе беженцев
- Конвенция о сокращении безгражданства
- Конвенция о предупреждении преступления геноцида и наказании за него
- Конвенция о коренных народах и народах, ведущих племенной образ жизни в независимых странах, 1989 (ILO 169)

### Регион: Африка
- Африканская хартия прав человека и народов (июнь 1981 г.)
- Африканская хартия прав и благополучия ребёнка (1990 г.)
- Протокол Мапуту (11 июля 2003 г.)
- Африканская молодёжная хартия (AYC) (30 июня 2006 г.)
- Африканский протокол на инвалидность (30 инолия 2019)
- Протокол САДК по вопросам гендерного равенства и развития (пересмотренная версия вступила в силу в 2018 г.)

### Регион: Америка
- Американская конвенция о правах человека
- Межамериканская конвенция о предотвращении пыток и наказании за них
- Межамериканская конвенция о насильственном исчезновении людей
- Межамериканская конвенция о предупреждении, наказании и искоренении насилия в отношении женщин
- Межамериканская конвенция о ликвидации всех форм дискриминации в отношении инвалидов

### Регион: Европа
- Хартия основных прав Европейского Союза
- Конвенция о противодействии торговле людьми
- Европейская конвенция о гражданстве
- Европейская хартия региональных языков или языков меньшинств (ECRML)
- Европейская конвенция о правах человека (ЕКПЧ)
- Европейская конвенция по предупреждению пыток и бесчеловечного или унижающего достоинство обращения или наказания (ЕКПП)
- Европейская социальная хартия (ESC) и пересмотренная Социальная хартия
- Рамочная конвенция о защите национальных меньшинств (РКНМ)

### Регион: Ближний Восток
- Арабская хартия прав человека (ACHR) (22 мая 2004 г.)